# خوان مانويل لوبيز (ملاكم)
خوان مانويل لوبيز مواليد 30 يونيو 1983 في بورتوريكو، هو ملاكم محترف بورتوريكي يصنف ضمن فئة وزن الريشة بدأ مسيرته الاحترافية سنة 2005. حقق بطولة منظمة الملاكمة العالمية. شارك في دورة الألعاب الأولمبية الصيفية سنة 2004.

## المسيرة الاحترافية
من نزالاته:
- انتصر على دانيال بونس دي ليون بالضربة الفنية القاضية (15-03-2014).
- خسر أمام أورلاندو ساليدو بالضربة الفنية القاضية (10-03-2012).
- خسر أمام أورلاندو ساليدو بالضربة الفنية القاضية (16-04-2011).
- انتصر على رافائيل ماركيز (06-11-2010).
- انتصر على دانيال بونس دي ليون بالضربة الفنية القاضية (07-06-2008).

## إحصائيات
خاض خلال مسيرته 41 نزالا، فاز في 35 وخسر في 6. فاز بالضربة القاضية في 32 نزالا.

## روابط خارجية
- خوان مانويل لوبيز على موقع بوكس ريك (الإنجليزية) (registration required)
- خوان مانويل لوبيز على موقع أوليمبيديا (الإنجليزية)